# Олександр Виноградов
Олександр Виноградов (в миру Сергій  Виноградов; 1882 — 19 листопада 1951, Москва) — єпископ Українського екзархату Московської патріархії з титулом "Житомирський та Овруцький". На кафедру зведений за погодженням з окупаційними органами влади СССР. 

## Життєпис
Закінчив Саратовську духовну семінарію.  
У 1907 закінчив Московську духовну академію зі ступенем кандидата богослов'я . 
З 1908 — священник домової церкви при Імператорському Московському технічному училищі, з 1911 — викладач Закон Божий в ІМТУ . 
У ті ж роки був законовчителем жіночої гімназії Ржевської . 
З 1914 по 1918 — законовчитель Комерційного училища імені цесаревича Олексія. 
У 1918 у зв'язку із Жовтневим переворотом і репресіями  більшовиків проти Церкви домова церква при ІМТУ і посада законоучителя були скасовані. 
З вересня 1918 — помічник секретаря (з жовтня — секретар) у справах студентів. 
У 1920 — 1921 читав лекції з історії Стародавньої Церкви в Народній духовній академії, при храмі Богоявлення у Єлохові. 
З 1920 по 1924 — керуючий у справах МВТУ . 
З 1924 — бібліотекар бібліотеки МВТУ. Головний бібліотекар Державної науково-технічної і економічної бібліотеки при науково-технічному відділі ВРНГ . 
З 1930 по 1940 — лаборант в лабораторії з очищення стічних вод при НІІ Наркомбуду . 
З 1943 по 1945 завідувач канцелярією і секретар будівельного технікуму Мосбуду . 
З 1945 — священник у храмі на Калитниківському цвинтарі. 
У 1946 удостоєний сану протоієрея. 
23 січня 1947 в Троїце-Сергієвій Лаврі намісником Лаври архімандритом Іоанном Разумовим пострижений у чернецтво з ім'ям Олександр . 
24 січня в домашній церкві Патріарха Патріархом Алексієм I зведений в сан архімандрита . 
В той же день в залі засідань Священного Синоду було проведене наречення архімандрита Олександра на єпископа Житомирського і Овруцького. 
26 січня 1947 в Москві в Богоявленському Патріаршому соборі хіротонізований на єпископа Житомирського і Овруцького. Хіротонію здійснювали: Патріарх Московський і всієї Русі Алексій I, митрополит Крутицький Микола Ярушевич, архієпископ Орловський і Брянський Фотій Топіро, єпископ Іванівський і Шуйський Кирило Поспєлов, єпископ Краснодарський і Кубанський Флавіан Іванов. 
У житті Олександр Виноградов був дуже простим, скромним, привітним, чуйним до нужденних. 
13 грудня 1949 звільнений від управління єпархією через хворобу. 
Помер 19 листопада 1951 в Москві від паралічу. Похований на Данилівському цвинтарі. 